# Rabata

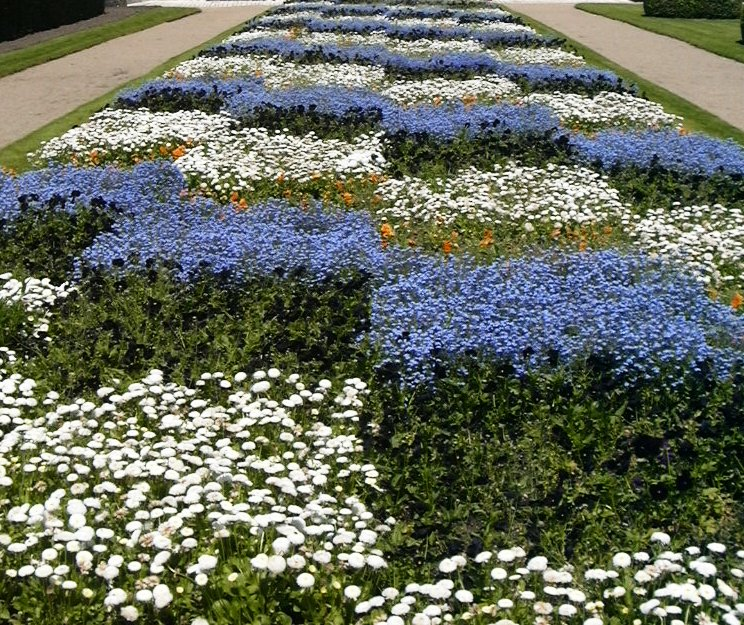
Rabata we Francji

Rabata (z niem. Rabatte,  fr. rabat – „zawijanie”, „rąbek”, „obramowanie”) – prostokątny kwietnik w postaci wąskiego (do 2-3 metrów szerokości) pasa wzdłuż płotu, ogrodzenia lub ścieżki z jednym lub kilkoma rodzajami roślin.
Rośliny w rabatach z reguły dobierane są w kontrastowych kolorach i nie mieszają się, dzięki czemu uzyskuje się iluzję ornamentu.
Rabaty są jednym z elementów architektury krajobrazu.